# Waldkirchen an der Thaya
Waldkirchen an der Thaya est une commune autrichienne du district de Waidhofen an der Thaya en Basse-Autriche.